# Porky's II - Il giorno dopo
Porky's II - Il giorno dopo (Porky's II: The Next Day) è un film del 1983 diretto da Bob Clark.
È il séguito del fortunato Porky's - Questi pazzi pazzi porcelloni! del 1981.

## Trama
Torna la cricca goliardica di "Pipino" e "Pilone", stavolta alle prese con dei membri del Ku Klux Klan allora imperante negli stati del Sud. Siamo infatti nella Florida della metà degli anni cinquanta ed i razzisti sono contrari alla rappresentazione scolastica di Romeo e Giulietta, non ammettendo un autore "scomodo" come Shakespeare e tanto meno il ruolo principale di un indiano Seminole, sul quale vanno ad infierire. La cricca di Pipino e Pilone ordirà una "vendetta razziale", adescando i responsabili con false opportunità di incontri intimi. I manigoldi cadranno nella trappola in tenuta adamitica e saranno sottoposti ad un singolare trattamento da un certo "barbiere ebreo".

## Produzione
Il film è stato girato interamente in Florida, con il parco urbano di Greynolds Park a North Miami Beach che ha fatto da set per le scene ambientate nelle Everglades.